# 旗杆

一排旗杆

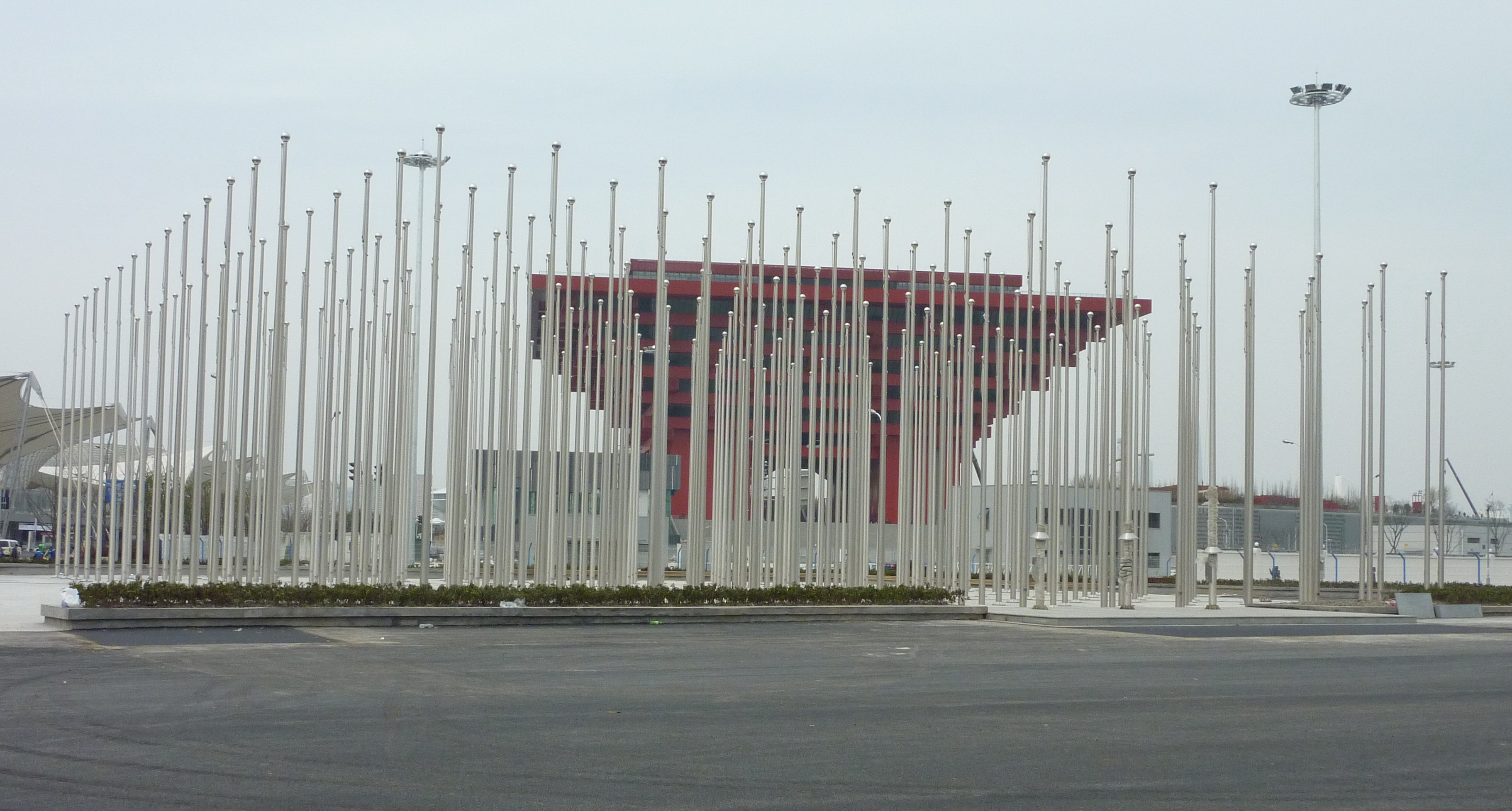
上海世博会展馆前的旗杆林

旗杆，又称旗竿或旗桅，是一种专门用于固定旗帜的杆子。旗杆的长度不一，小旗杆可以用手直接握持，较高的旗杆则高如大厦。如果旗帜尺寸过大导致旗杆的高度超出了双手所能及的直接悬挂范围，则通常使用一根升旗绳，将绳索绕在设置于旗杆顶部的定滑轮上，并将绳索的末端绑在底部，而旗帜本身被固定在升旗绳的下端，通过拉动绳子的另一端将其升起，然后将绳子拉紧并绑在底部的杆子上。非常高的旗杆可能需要比一般的旗杆（例如拉线桅杆）更复杂的结构以支撑其体量。

## 设计
旗杆通常由木料、竹竿或金属材质制成。其中金属旗杆既可以被设计成带有锥度的一体式设计（通常是钢锥度或希腊凸形锥度），也可以分节为多段再组合而成，以便进一步延展其高度。

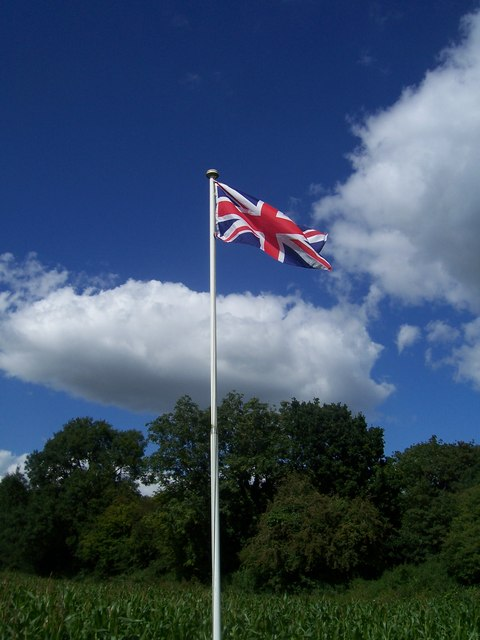
尺寸适中的旗杆，旗杆头结构较为简单
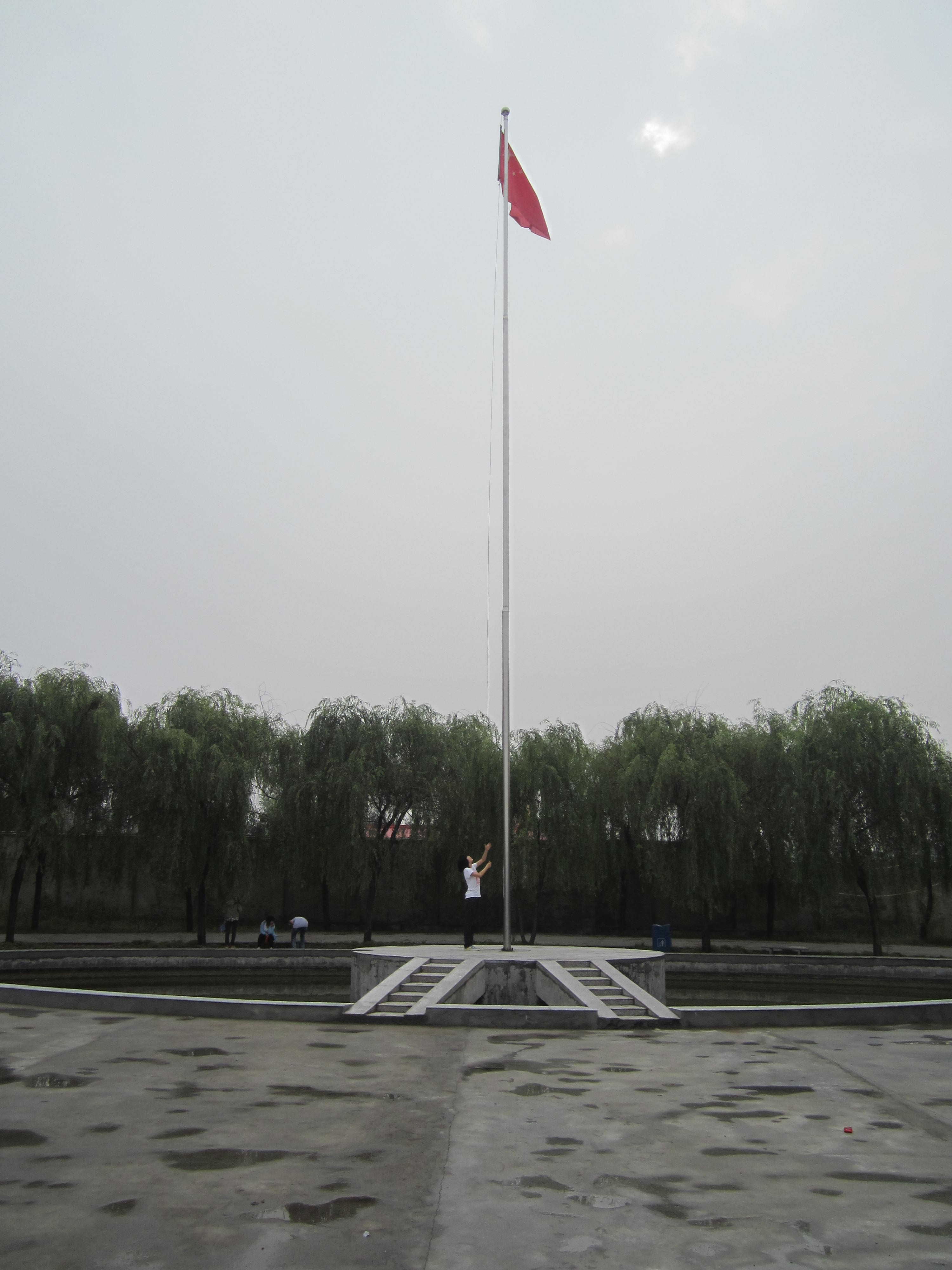
较高的旗杆，具有复杂的升降旗结构
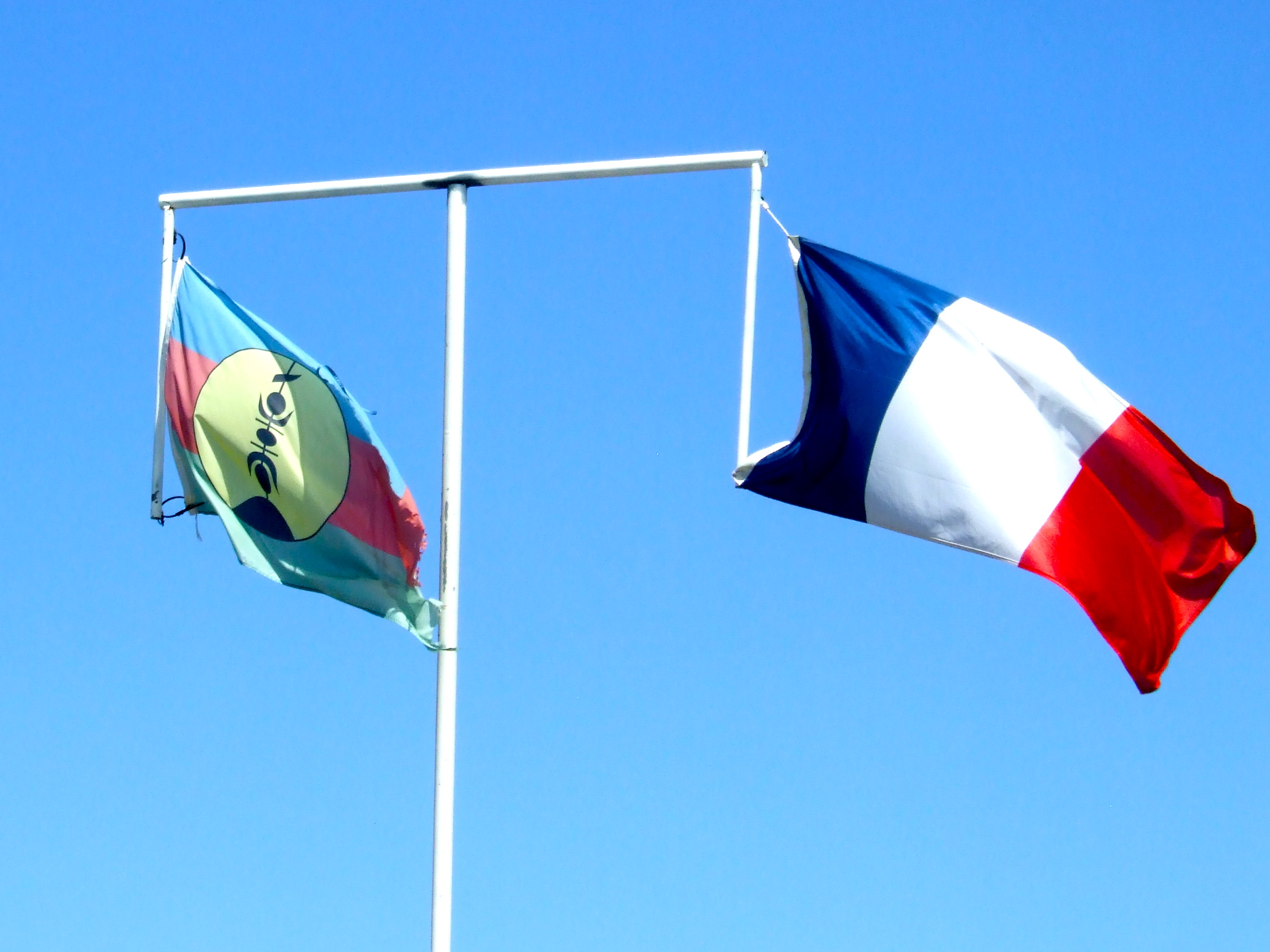
可同时悬挂两面旗帜的复合旗杆